# Марко Ечевери
Вижте пояснителната страница за други личности с името Ечевери.
Марко Антонио Ечевери Варгас, известен и с прякора си Дяволът (на испански: Marco Antonio Etcheverry Vargas, El Diablo) е боливийски футболист, полузащитник. Считан е за най-добрия боливийски футболист на всички времена. Освен това е един от световноизвестните легионери, нагърбили се със задачата на популяризират футбола в САЩ и се превръща една от легендите на Ди Си Юнайтед.

## Клубна кариера
Роден е на 26 септември 1970 г. в Санта Крус де ла Сиера. Ечевери прекарва първите няколко години от кариерата си в боливийските Дестройерс и Боливар, преди да премине в испанския Албасете. Там той не успява да се наложи и се завръща в Южна Америка. След година две години в чилийския Коло Коло и колумбийския Америка де Кали, Ечевери заминава за САЩ, където със звезди от ранга на Роберто Донадони, Хорхе Кампос и Карлос Валдерама популяризира Мейджър Лийг Сокър. Става част от отбора на Ди Си Юнайтед от дебютния му сезон в лигата и бързо се превръща в основна фигура. Известно време държи клубните рекорди за брой изиграни мачове (191) и асистенции (101) в редовния сезон, преди да бъде задминат по тези показатели от сънародника си Хайме Морено. Изиграва важна роля в спечелването на три шампионски титли, купа на страната, две отличия Съпортърс Шийлд за най-добър отбор в редовния сезон, както и КОНКАКАФ Шампионска лига и Копа Интерамерикана през 1998 г. Освен това Ечевери веднъж печели наградата за най-полезен играч на сезона и в турнира за купата, четири пъти е включен в идеалния отбор на сезона, както и в идеалния отбор на всички времена, шест участия в Мача на звездите (веднъж избран за най-полезен играч в мача). Подобно на други играчи от отбори от МЛС, Ечевери също използва възможността да играе под наем в други първенства по време на паузата в американския шампионат. Така например през 1997 г. става шампион на Еквадор с местния Барселона. Завършва активната си състезателна кариера през 2004 г. в Боливар.

## Национален отбор
Ечевери дебютира за националния отбор на Боливия дебютира на 22 юни 1989 г. в приятелски мач срещу националния отбор на Чили. Изиграва общо 71 мача, в които отбелязва 13 гола. Участва в шест издания на Копа Америка, като през 1997 г. печели сребърен медал. На Световното първенство в САЩ влиза като смяна в първия мач на Боливия срещу националния отбор на Германия и получава червен картон четири минути и половина по-късно.

## Успехи
Ди Си Юнайтед
- Мейджър Лийг Сокър:
  - Шампион (3): 1996, 1997, 1999
  - Вицешампион (1): 1998
- Съпортърс Шийлд:
  - Носител (2): 1997, 1999
- КОНКАКАФ Шампионска лига:
  - Носител (1): 1998
- Копа Интерамерикана:
  - Носител (1): 1998
- Ю Ес Оупън Къп:
  - Носител (1): 1996
  - Финалист (1): 1997

 Барселона
- Серия А:
  - Шампион (1): 1997

 Емелек
- Серия А:
  - Вицешампион (1): 1998

 Ориенте Петролеро
- Примера Дивисион:
  - Шампион (1): 2001

 Боливия
- Копа Америка:
  - Вицешампион (1): 1997